# António Augusto Peixoto Correia
António Augusto Peixoto Correia (Vila Nova de Gaia, 11 de outubro de 1913 — 16 de março de 1988) foi um oficial da marinha e político português.
Peixoto Correia, foi chefe de gabinete do Governador Sarmento Rodrigues, presidente da Câmara Municipal de Bissau, presidente do Conselho dos Desportos, capitão dos Portos, vice-presidente da Comissão Orientadora da Radiodifusão e membro residente do Centro de Estudos da Guiné Portugueses (CEGP).
Foi durante o seu mandato como Governador da Guiné que se deu o Massacre de Pidjiguiti no porto de Bissau.

## Cargos políticos
Foram diversos os cargos políticos ocupados por António Augusto Peixoto Correia:
- Governador de Huíla (Angola) em 1955.[2]
- Chefe de gabinete do Ministro do Ultramar.[2]
- Governador de Cabo Verde entre 1957 e 1958.[2]
- Governador da Guiné no período de 1958 a 1962.[2]
- Ministro do Ultramar de 4 de dezembro de 1962 a 19 de março de 1965.[2] "Tratando-se de um homem discreto, bom conhecedor de África, mas sem vínculo político, teria sido chamado ao Governo para aliviar as tensões surgidas com Adriano Moreira".[5]
- Chefe da 2.ª Repartição do Departamento da Defesa Nacional entre 1969 e 1970.[2]
- Vice-presidente do Conselho Ultramarino de 1960 a 1970.[2]
- Procurador à Câmara Corporativa durante a IX e X Legislatura respetivamente de 1965 a 1969 e de 1969 a 1973.[2]

## Livros publicados
- Lutar na paz (1965)[6]